# O-アセチルセリン
O-アセチルセリン(O-acetylserine)は、α-アミノ酸の一つで、構造式がHO2CCH(NH2)CH2OC(O)CH3の化合物である。細菌や植物でシステイン生合成の中間体となる。
セリン-O-アセチルトランスフェラーゼ(EC 2.3.1.30)によるセリンのアセチル化によって生合成され、システインシンターゼ(EC 2.5.1.47)によって、硫黄源を用いてシステインに変換されると同時に酢酸を放出する。
HO2CCH(NH2)CH2OH  →  HO2CCH(NH2)CH2OC(O)CH3
HO2CCH(NH2)CH2OC(O)CH3  →  HO2CCH(NH2)CH2SH